# Sebastian Lühn
Sebastian Lühn (* 13. Dezember 1979 in Ankum) ist ein deutscher Buchautor und Journalist.

## Leben
Sebastian Lühn gehört zu den deutschen Erzählern der jüngeren Generation. Von 2001 bis 2006 studierte er Theater- und Medienwissenschaft sowie Pädagogik an der Friedrich-Alexander-Universität in Erlangen. Während des Studiums schrieb er als freier Journalist für verschiedene Zeitungen und Magazine, darunter die Nürnberger Zeitung und der Prinz Nürnberg. 
2001 erschien im Zuge der sogenannten Popliteratur sein Debütroman „ra(s)tlos“. 2005 folgte der atmosphärische Erzählband „alles ist leise“. Im Juli 2009 legte er sein aktuelles Buch, die Erzählung „Sommer Stück Berlin“, vor, die er kurz nach Erscheinen in einer ersten Lesung am Goethe-Institut in Ramallah vorstellte.
Lühns Werke drehen sich vorrangig um die Themen Erwachsenwerden und Adoleszenz im Kontext der jeweils gegenwärtigen gesellschaftlichen Situation. In Rezensionen wird seine Stilistik häufig mit der von Judith Hermann verglichen.
Seit 2006 arbeitet Lühn hauptberuflich für den Fernsehsender RTL Zwei, dessen Entwicklungsabteilung er seit 2022 leitet.
Lühn lebt in München.

## Werke
- ra(s)tlos, Roman, Beust Verlag, München, 2001.
- alles ist leise, Erzählungen, Lagrev, München, 2005.
- Sommer Stück Berlin, Erzählung, worthandel : verlag, Dresden, 2009.
- Mit Sicherheit, Kurzgeschichte in der Anthologie Jetzt., Axel Dielmann-Verlag, Frankfurt am Main, 2010.